# Зимові Дефлімпійські ігри 1975
VIII Зимові Дефлімпійські ігри пройшли в м. Лейк-Плесід, США, з 2 по 8 лютого 1975 року. У змаганнях взяло участь 139 спортсменів з 13 країн.

## Дисципліни
Змагання пройшли з 5 дисциплін (3 — індивідуальні, 2 — командні).

### Індивідуальні
| - Гірськолижний спорт - Лижні гонки - Ковзанярський спорт |

### Командні
| - Лижна естафета |  | - Хокей |

## Країни-учасники
У VIII Зимових дефлімпійських іграх взяли участь спортсмени з 13 країн :
| - Австралія - Австрія - Італія - Канада - Норвегія - СРСР - США |  | - Фінляндія - Франція - ФРН - Швейцарія - Швеція - Японія |

## Нагороди
Країна господар (США)
| Місце    | Країна    | Золото | Срібло | Бронза | Загалом |
| -------- | --------- | ------ | ------ | ------ | ------- |
| 1        | Канада    | 7      | 2      | 3      | 12      |
| 2        | СРСР      | 5      | 5      | 3      | 13      |
| 3        | Швейцарія | 4      | 1      | 1      | 6       |
| 4        | Франція   | 1      | 3      | 1      | 5       |
| 5        | Фінляндія | 1      | 0      | 2      | 3       |
| 6        | Італія    | 1      | 0      | 1      | 2       |
| 7        | США       | 0      | 6      | 2      | 8       |
| 8        | Австрія   | 0      | 1      | 1      | 2       |
| 9        | Норвегія  | 0      | 1      | 0      | 1       |
| 10       | Швеція    | 0      | 0      | 1      | 1       |
| Загалом: | Загалом:  | 19     | 19     | 15     | 53      |